# Dendropsophus sanborni
Dendropsophus sanborni es una especie de anfibios de la familia Hylidae.
Habita en Argentina, Brasil, Paraguay y Uruguay.
Sus hábitats naturales incluyen sabanas secas, praderas a baja altitud, praderas parcialmente inundadas, marismas de agua dulce, corrientes intermitentes de agua, plantaciones, estanques, canales y diques.